# Jardin botanique Henri-Gaussen
Le jardin botanique Henri-Gaussen est situé au centre de Toulouse, il est géré par l'Université Toulouse III- Paul-Sabatier, toutefois, il se visite via le muséum d'histoire naturelle. Il est implanté sur la commune de Toulouse dans le quartier du jardin des plantes, et porte le nom, depuis 1991, du célèbre phytogéographe et éminent botaniste, le professeur Henri Gaussen qui le dirigea de 1948 à 1958.
Le Jardin Botanique était à l'origine confondu avec le Jardin des Plantes de Toulouse. Il est l’héritier du Jardin de l’Académie des Sciences: quand les sociétés savantes disparaissent pendant la Révolution, Philippe Picot de Lapeyrouse décide de transporter les plantes sur le terrain des Carmes déchaussés. Le déménagement a lieu en 1796. Les cours de botanique de l’École Centrale, puis de l’École spéciale et enfin de la Faculté des sciences (1809) auront lieu désormais sur ce site.
Ce vaste jardin qui ambitionnait d'égaler ceux de Paris et Montpellier, devient un lieu de monstration et de démonstration.  
Le Jardin des Plantes initial est en partie structuré en plusieurs " écoles " : plantes médicinales, industrielles, fourragères.... Il acquiert une grande renommée et compte rapidement plus de 5 000 espèces régionales, pyrénéennes et exotiques. L'école de botanique continue d'exister après l'exposition internationale de 1887, et c'est sur l'emplacement de cette école que se trouve encore l'actuel jardin de botanique.
Il a été fermé en 1997 lors de la rénovation du Muséum de Toulouse. Il rouvre au public en février 2008, et il est composé d'une spirale ethnobotanique et de plusieurs serres (tropicales, carnivores, etc.).

## Le jardin

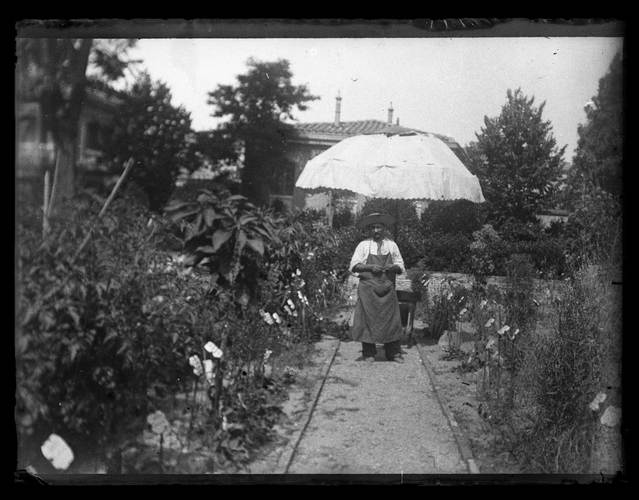
Jardin en juin 1896.
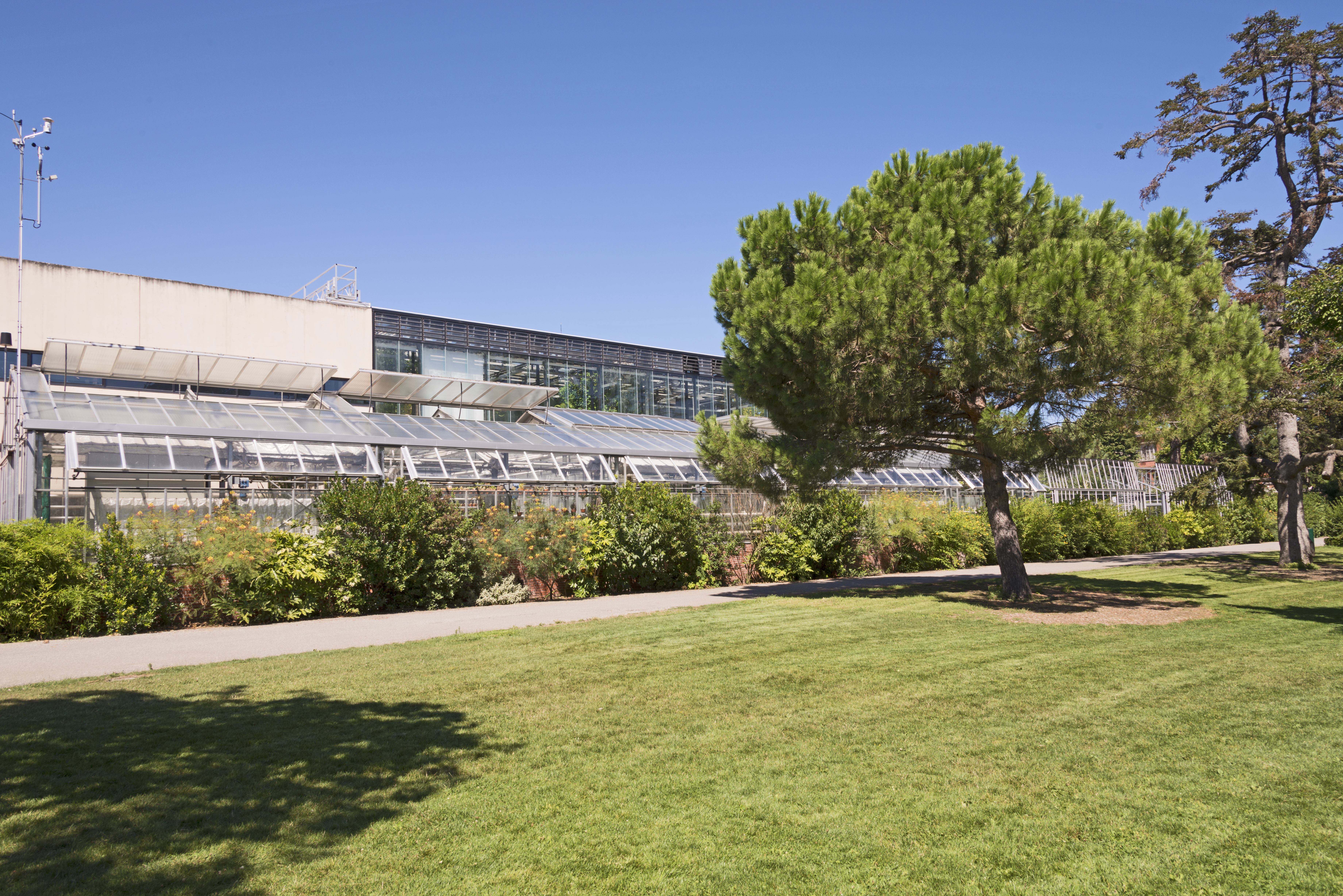
Les serres, allée Claudine Sudre.

## Flore

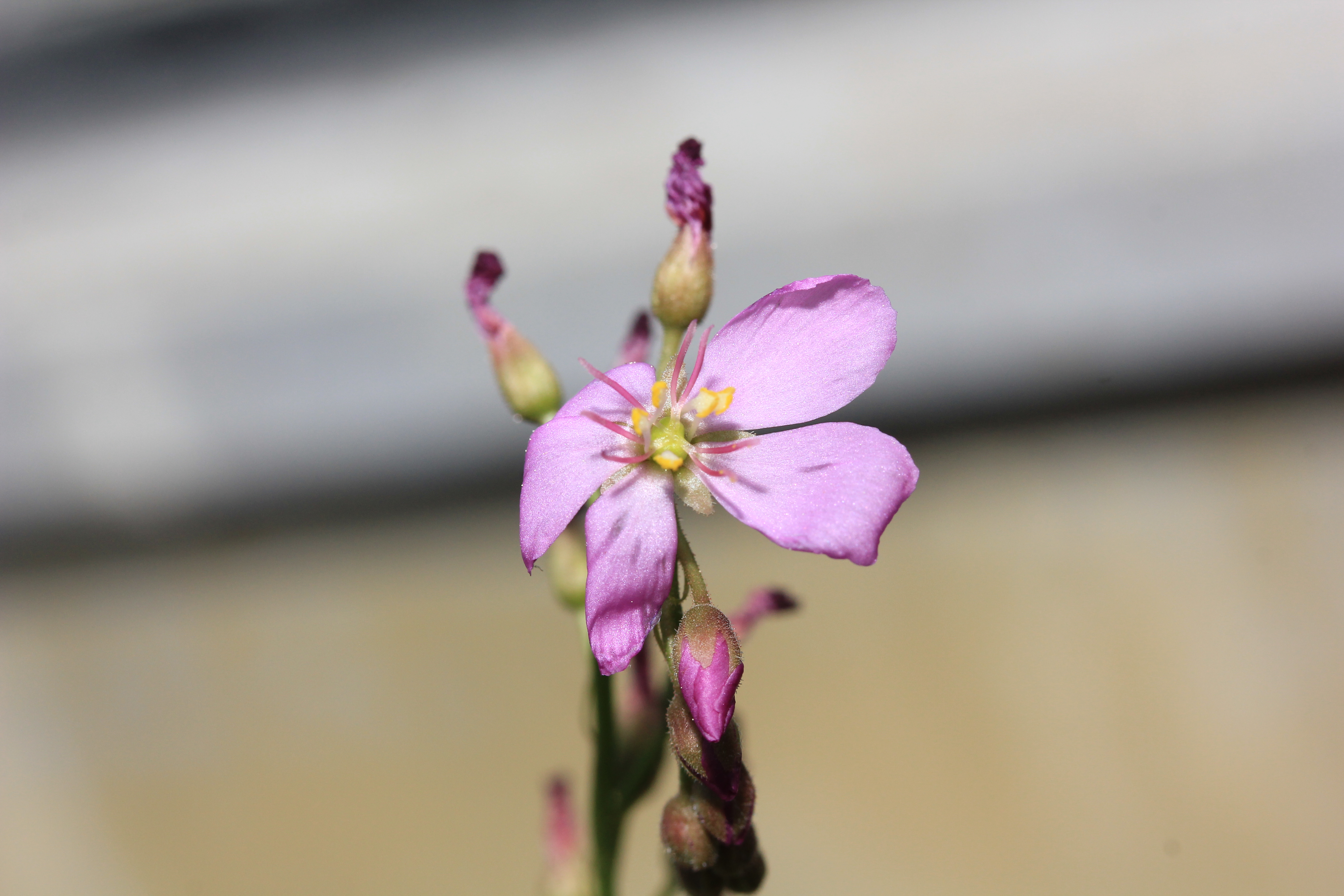
Rossolis d'Alice dans une serre du jardin botanique
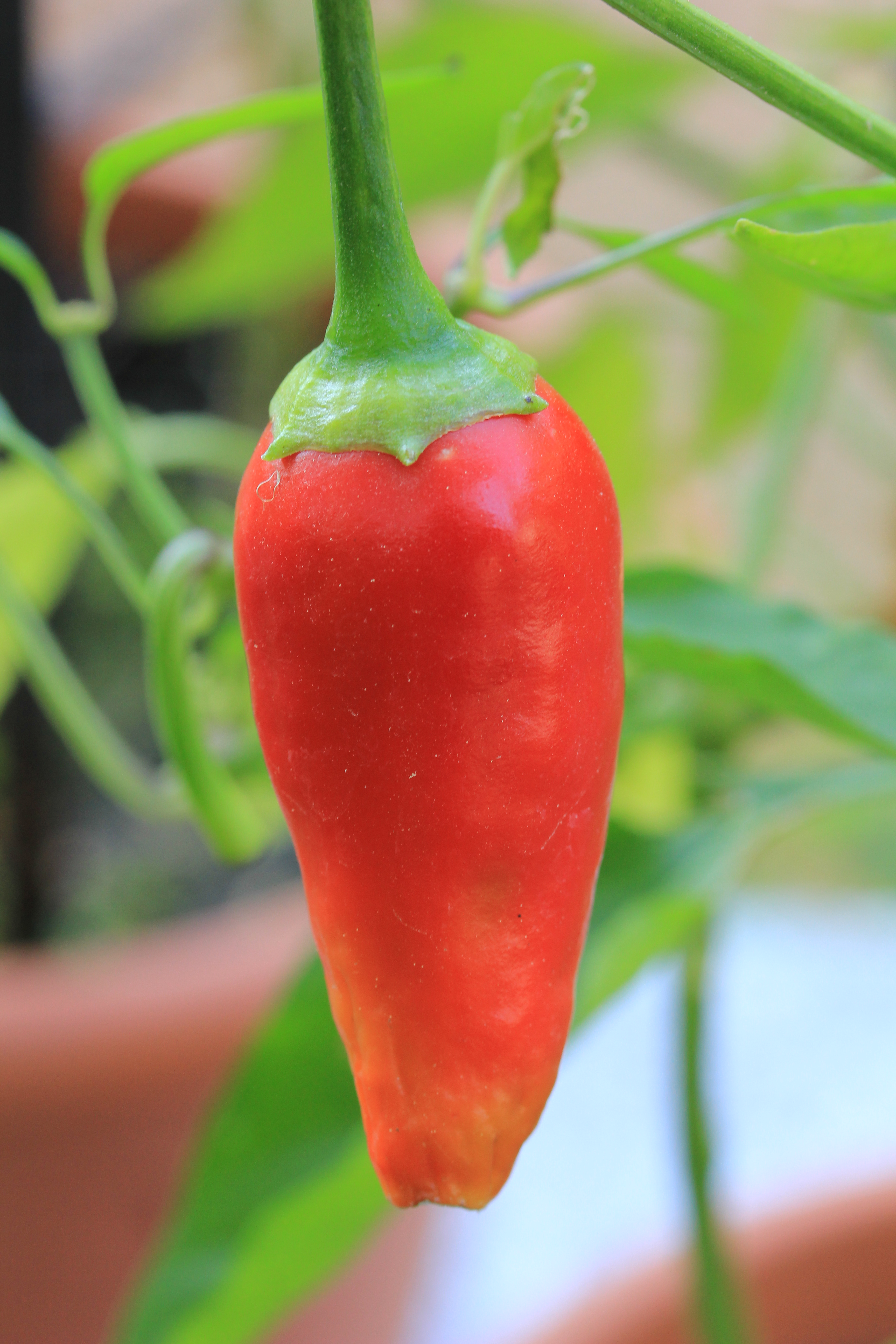
Piment de Cayenne de la section des piments
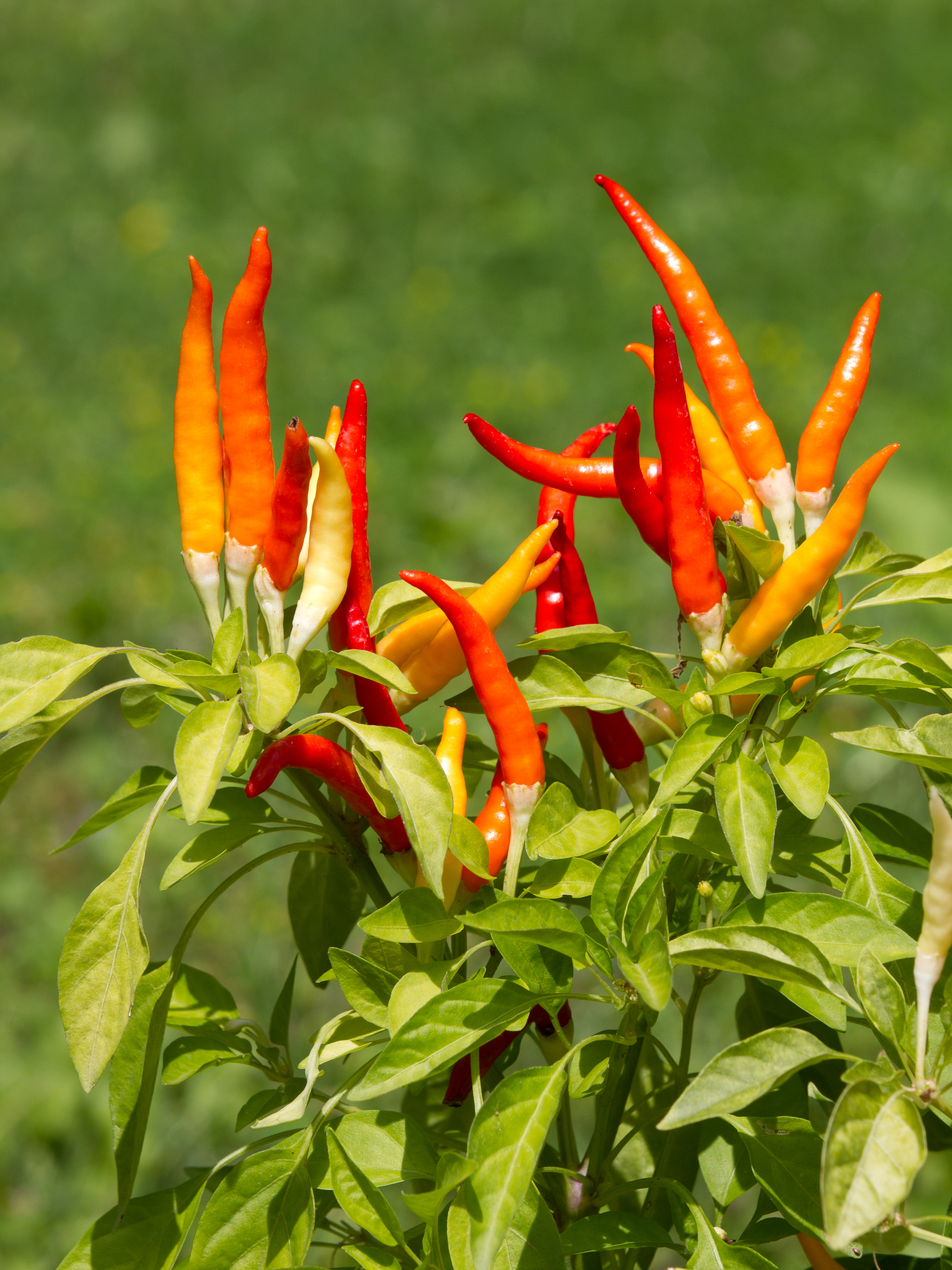
Piment 'Fiesta', une variété décorative de piment (9 sur l'échelle de Scoville)

## Faune

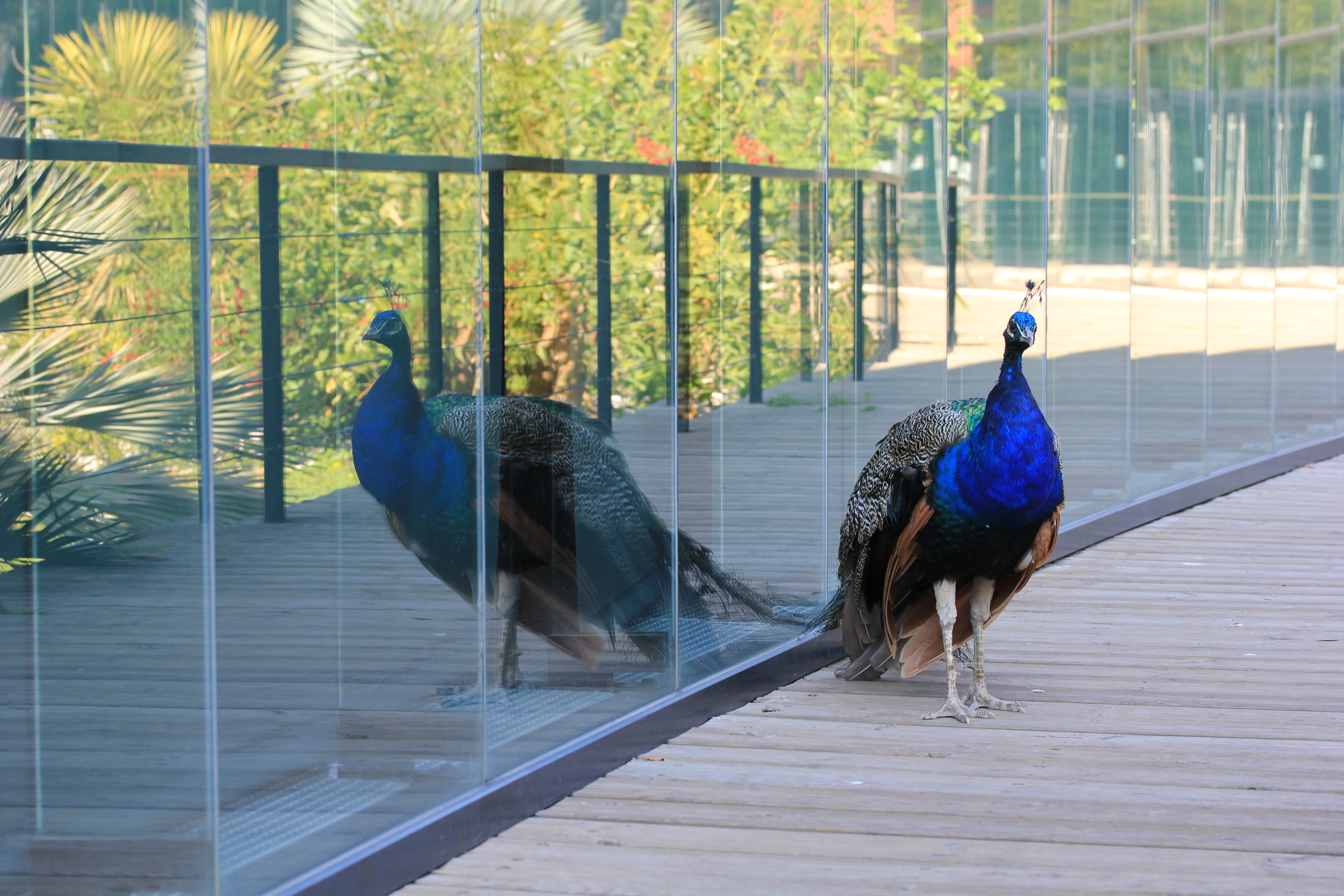
Paon en liberté dans le jardin
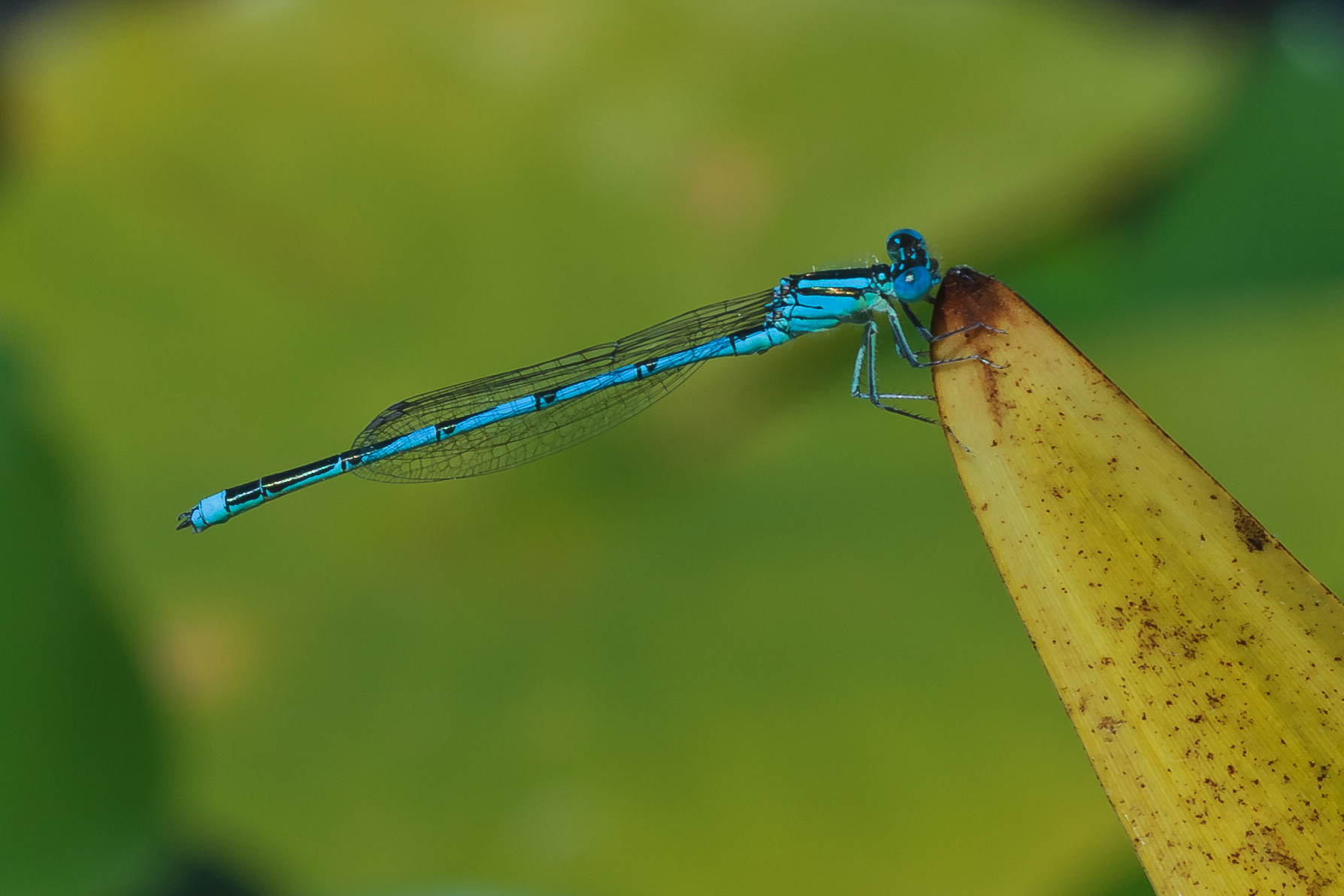
Naïade aux yeux bleus près des nénuphars du jardin